# منارة جدة
منارة جدة منارة في الخدمة، طولها حوالي 133 متر وقد يكون أعلى برج من نوعه في العالم، أنشئ سنة 1990م.
يقع في نهاية المرسى الخارجية على جانب المدخل الشمالي لميناء جدة الإسلامي.